# Liste der Bodendenkmäler in Valley
Auf dieser Seite sind die Bodendenkmäler in der oberbayerischen Gemeinde Valley zusammengestellt. Diese Tabelle ist eine Teilliste der Liste der Bodendenkmäler in Bayern. Grundlage ist die Bayerische Denkmalliste, die auf Basis des Bayerischen Denkmalschutzgesetzes vom 1. Oktober 1973 erstmals erstellt wurde und seither durch das Bayerische Landesamt für Denkmalpflege geführt wird. Die folgenden Angaben ersetzen nicht die rechtsverbindliche Auskunft der Denkmalschutzbehörde.

## Bodendenkmäler der Gemeinde Valley

### Bodendenkmäler in der Gemarkung Föching
| Lage               | Objekt | Akten-Nr.     | Bild |
| ------------------ | --- | ------------- | ---- |
| Föching (Standort) | Abschnittsbefestigung vorgeschichtlicher Zeitstellung (Biberg).                                                                                            | D-1-8036-0001 |      |
| Föching (Standort) | Reihengräberfeld des frühen Mittelalters. | D-1-8036-0002 |      |
| Föching (Standort) | Burgstall des hohen Mittelalters. | D-1-8036-0004 |      |
| Föching (Standort) | Grabhügel vorgeschichtlicher Zeitstellung. | D-1-8036-0005 |      |
| Föching (Standort) | Grabhügel vorgeschichtlicher Zeitstellung. | D-1-8036-0006 |      |
| Föching (Standort) | Grabhügel vorgeschichtlicher Zeitstellung. | D-1-8036-0007 |      |
| Föching (Standort) | Verebnete Grabhügel vorgeschichtlicher Zeitstellung. | D-1-8036-0016 |      |
| Föching (Standort) | Siedlung und verebnete Grabhügel vor- und frühgeschichtlicher Zeitstellung.                                                                                | D-1-8036-0017 |      |
| Föching (Standort) | Verebnete Grabhügel vorgeschichtlicher Zeitstellung. | D-1-8036-0026 |      |
| Föching (Standort) | Siedlung der römischen Kaiserzeit. | D-1-8036-0049 |      |
| Föching (Standort) | Station des Endpaläolithikums oder des Mesolithikums sowie Siedlung vorgeschichtlicher Zeitstellung, unter anderem des Neolithikums.                       | D-1-8036-0109 |      |
| Föching (Standort) | Siedlung vorgeschichtlicher Zeitstellung und Körpergräber des frühen Mittelalters.                                                                         | D-1-8036-0124 |      |
| Föching (Standort) | Siedlung vorgeschichtlicher Zeitstellung, unter anderem der Hallstattzeit oder der Latènezeit.                                                             | D-1-8036-0125 |      |
| Föching (Standort) | Siedlung vorgeschichtlicher Zeitstellung, unter anderem der Hallstattzeit oder der Latènezeit.                                                             | D-1-8036-0126 |      |
| Föching (Standort) | Untertägige mittelalterliche und frühneuzeitliche Befunde im Bereich der Katholischen Filialkirche St. Martin in Grub und ihrer Vorgängerbauten.           | D-1-8036-0128 |      |
| Föching (Standort) | Untertägige mittelalterliche und frühneuzeitliche Befunde im Bereich der Katholischen Filialkirche St. Andreas in Hohendilching und ihrer Vorgängerbauten. | D-1-8036-0131 |      |
| Föching (Standort) | Untertägige frühneuzeitliche Befunde im Bereich der Katholischen Kapelle St. Rochus und Sebastian in Sollach und ihres Vorgängerbaus.                      | D-1-8036-0134 |      |

### Bodendenkmäler in der Gemarkung Valley
| Lage              | Objekt | Akten-Nr.     | Bild |
| ----------------- | --- | ------------- | ---- |
| Valley (Standort) | Siedlung vorgeschichtlicher Zeitstellung, unter anderem der Bronzezeit, der Urnenfelderzeit und der Hallstattzeit, befestigte Siedlung und Körpergräber der späten römischen Kaiserzeit, Burgstall des Mittelalters und der frühen Neuzeit (Burg Valley) sowie untertägige frühneuzeitliche Befunde im Bereich von Schloss Valley und seiner Vorgängerbauten. | D-1-8136-0011 |      |
| Valley (Standort) | Körpergräber der späten römischen Kaiserzeit. | D-1-8136-0013 |      |
| Valley (Standort) | Verebnete Grabhügel vorgeschichtlicher Zeitstellung. | D-1-8136-0051 |      |
| Valley (Standort) | Station des Spätpaläolithikums und des Mesolithikums, Siedlung des Neolithikums, der Latènezeit und der römischen Kaiserzeit. | D-1-8136-0061 |      |
| Valley (Standort) | Siedlung der späten Latènezeit und der römischen Kaiserzeit. | D-1-8136-0062 |      |
| Valley (Standort) | Siedlung vorgeschichtlicher Zeitstellung. | D-1-8136-0068 |      |
| Valley (Standort) | Siedlung vorgeschichtlicher Zeitstellung. | D-1-8136-0070 |      |
| Valley (Standort) | Siedlung der Latènezeit. | D-1-8136-0076 |      |
| Valley (Standort) | Siedlung der Bronzezeit und Urnenfelderzeit. | D-1-8136-0093 |      |
| Valley (Standort) | Untertägige mittelalterliche und frühneuzeitliche Befunde im Bereich der Katholischen Filialkirche St. Michael in Mitterdarching und ihrer Vorgängerbauten. | D-1-8136-0096 |      |
| Valley (Standort) | Untertägige mittelalterliche und frühneuzeitliche Befunde im Bereich der Katholischen Filialkirche St. Korbinian in Oberlaindern und ihres Vorgängerbaus. | D-1-8136-0102 |      |
| Valley (Standort) | Untertägige frühneuzeitliche Befunde im Bereich der Katholischen Filialkirche St. Sebastian und Rochus in Schmidham. | D-1-8136-0104 |      |
| Valley (Standort) | Untertägige mittelalterliche und frühneuzeitliche Befunde im Bereich der Katholischen Pfarrkirche St. Johannes Baptist in Unterdarching und ihrer Vorgängerbauten. | D-1-8136-0106 |      |